# Sangalopsis flaviplaga
Sangalopsis flaviplaga är en fjärilsart som beskrevs av W. Warren 1904. Sangalopsis flaviplaga ingår i släktet Sangalopsis och familjen mätare. Inga underarter finns listade.